# Luo (Henan)
Cet article traite de l’affluent du fleuve Jaune, pour l’affluent du Wei He voir (en anglais) Rivière Luo (Shaanxi)
La rivière Luò (chinois : 洛河 ; pinyin : Luò hé), est un cours d’eau en Chine qui a source dans la province du Shaanxi, mais coule principalement dans la province du Henan, irrigant notamment la ville de Luoyang, la première des quatre grandes anciennes capitales de la Chine où cette rivière rejoint le fleuve Jaune en rive droite.

## Histoire
Elle est notamment connue pour le « Luoshu » (洛书), une des premières versions connues du carré magique, alors utilisée en feng shui, et qui fut à l'origine de jeux mathématiques comme le carré latin ou le sudoku.